# Əliməmmədoba
Əliməmmədoba là một làng đô thị thuộc vùng Quba của Azerbaijan. Có dân số là 825 người.